# Audi 60
L’Audi 60/75, également identifiée avec le code Audi F103, était une berline familiale construite par le constructeur allemand Auto Union. Apparue en 1965, cette voiture à traction, propulsée par des moteurs 4 cylindres à quatre temps, a été le premier modèle portant le nom d’Audi depuis la Seconde Guerre mondiale.
En 1969, l'entreprise Auto Union est officiellement renommée Audi NSU Auto Union AG. Trois ans plus tard, la F103 a été remplacée par l'Audi 80.

## Historique du mode

### Général
La société Auto Union recréée en 1949 à Ingolstadt en Allemagne de l'Ouest, une filiale de Mercedes-Benz depuis 1958, avait été reprise par Volkswagen au tournant de 1964 / 1965. Audi a été absorbée par Auto Union pendant la crise économique mondiale, mais la marque n'avait plus été utilisée depuis la fin de la Seconde Guerre mondiale. En mars 1964, la DKW F102 avait été mise sur le marché, un nouveau véhicule doté d'un moteur à deux temps. La DKW F 102 était la dernière voiture de tourisme avec un moteur à deux temps construite en Allemagne de l'Ouest. Son succès commercial a cependant été entravé par un certain nombre de problèmes techniques (grippage).
La F103 était un développement ultérieur de ce véhicule, c'est pour cette raison que l'on a opté pour l'équipement de la voiture avec un moteur à quatre temps. Pour limiter les coûts de développement, il est décidé de partir de la base de la F102 pour développer le nouveau modèle de la marque, la F103 qui a été présentée au public le 9 septembre 1965 à Feldafing. Dans ce contexte, l'Auto Union a abandonné le nom DKW pour les seuls véhicules produits encore pour le nom d'une autre marque traditionnelle du groupe, Audi (Horch en latin), connue pour ses innovations dans la période d'avant-guerre. Le nom de vente était initialement uniquement Auto Union «Audi», car il s'agissait initialement du seul véhicule de la nouvelle marque. D'autres modèles ont suivi. Avec ce modèle, Audi a été relancé, mais la marque DKW a disparu du marché automobile en 1966 avec la fin de la production de la DKW F 102.
La F102 était motorisée par un 3 cylindres 2 temps peu en phase avec la nouvelle image de modernité et la volonté de monter en gamme. Or, avant de revendre le groupe, Mercedes-Benz avait développé un 4 cylindres pour une future évolution de la F102 et c'est justement ce moteur moderne qui est utilisé dans la nouvelle Audi. La face avant était marquée par une calandre noire légèrement plus large et des phares rectangulaires, au lieu des phares ronds dans la calandre chromée de la F 102, elle a été totalement modifiée afin de changer la personnalité de la voiture et pour que le nouveau moteur se sente à l'aise. Comme le moteur quatre cylindres était plus long que le trois cylindres de DKW, l'avant de l'Audi a été allongé de 100 mm et le radiateur a été installé en biais sur le côté gauche à côté du moteur. Le principe de la traction avant de DKW a été conservé, de sorte qu'Audi était à l'époque le seul constructeur allemand de grandes voitures particulières avec des moteurs quatre temps et une traction avant - un concept qui, plus tard, prévaudra largement.

### Carrosserie et équipement
La F103 était disponible en version 2 et 4 portes berline, ainsi que 3 portes break (Ceci s'appelait Variant - comme les modèles break de Volkswagen), à l'exception du modèle Super 90. 
Initialement, la section arrière correspondait presque à celle de la F 102, mais elle avait des feux arrière qui englobaient les extrémités arrière des ailes.
L'Audi (72) et l'Audi 60 étaient proposées avec une version de base, la L, et une version haut de gamme. L'Audi Super 90 haut de gamme se distingue des autres modèles par l'ajout, de série, de baguettes à l'apparence chromées sur les passages de roues.
En septembre 1966, une évolution apparait, dotée d'un moteur plus puissant, l'Audi 80. Viendront ensuite plusieurs autres versions, la Super 90 (dotée d'un moteur 1.8L) en décembre 1966, ainsi que la 60 et la 75 en décembre 1968. En tant que modèle d'exportation, seuls quelques exemplaires de la Super 90 ont été vendus aux États-Unis, en tant que berline et break ("Station Wagon") à partir de 1969.

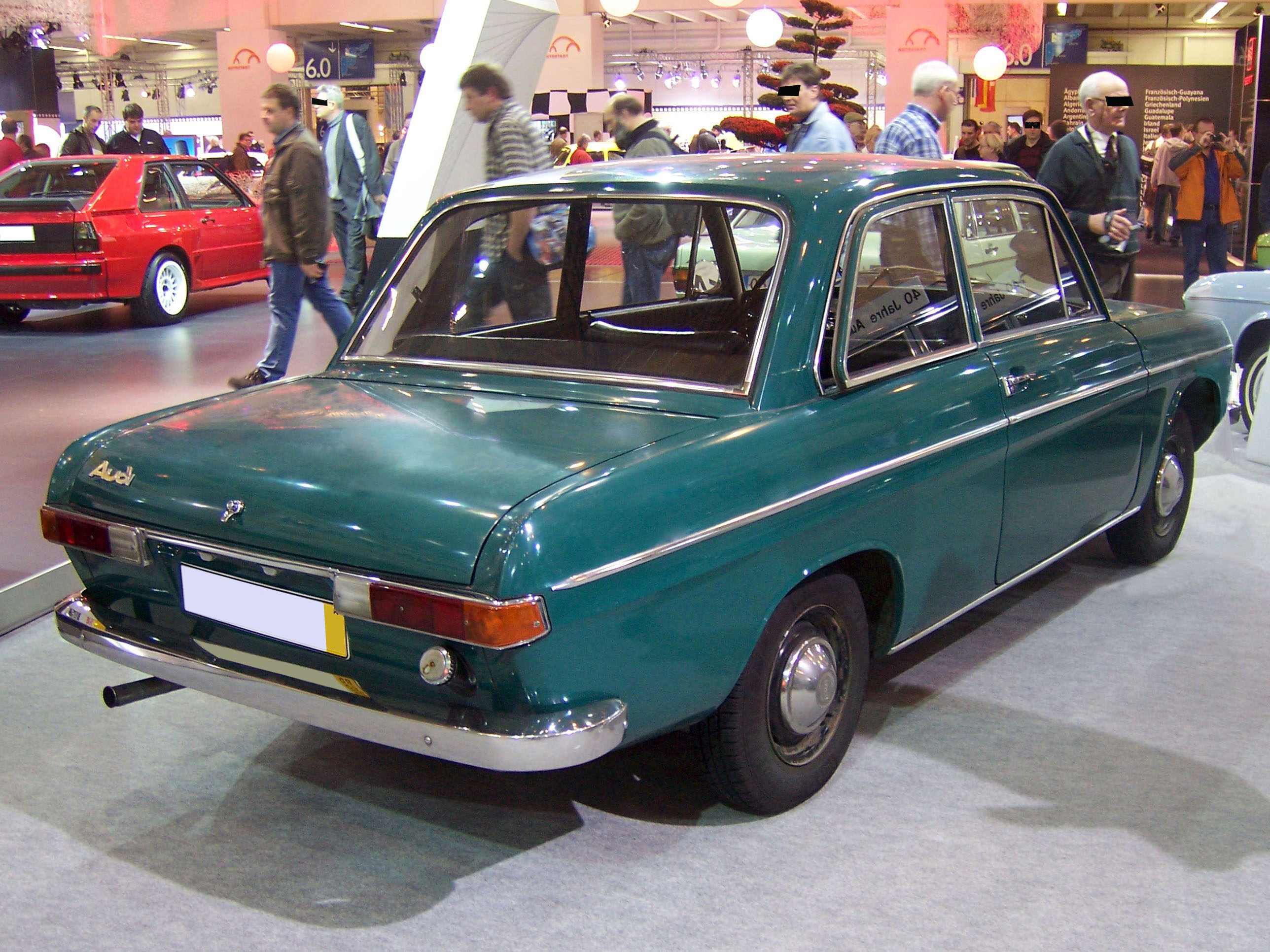
Audi (1965–1968)
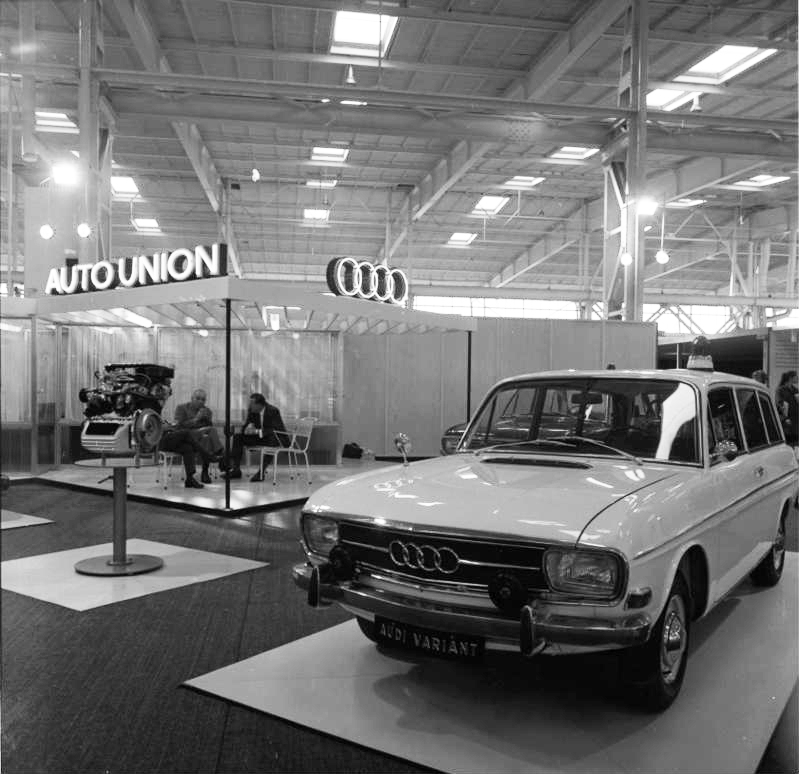
Audi Variant (1966)
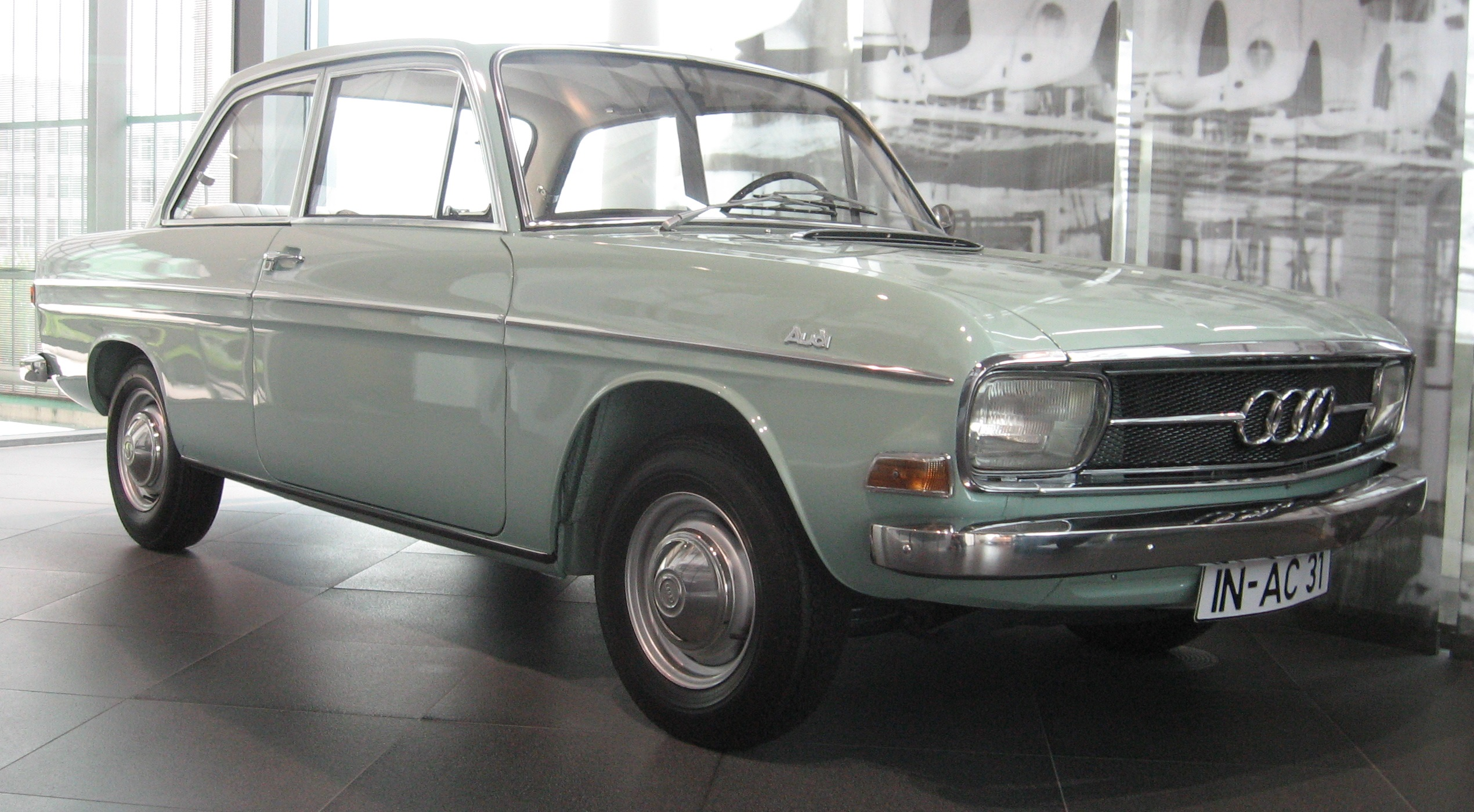
Audi 60 (1968–1969)
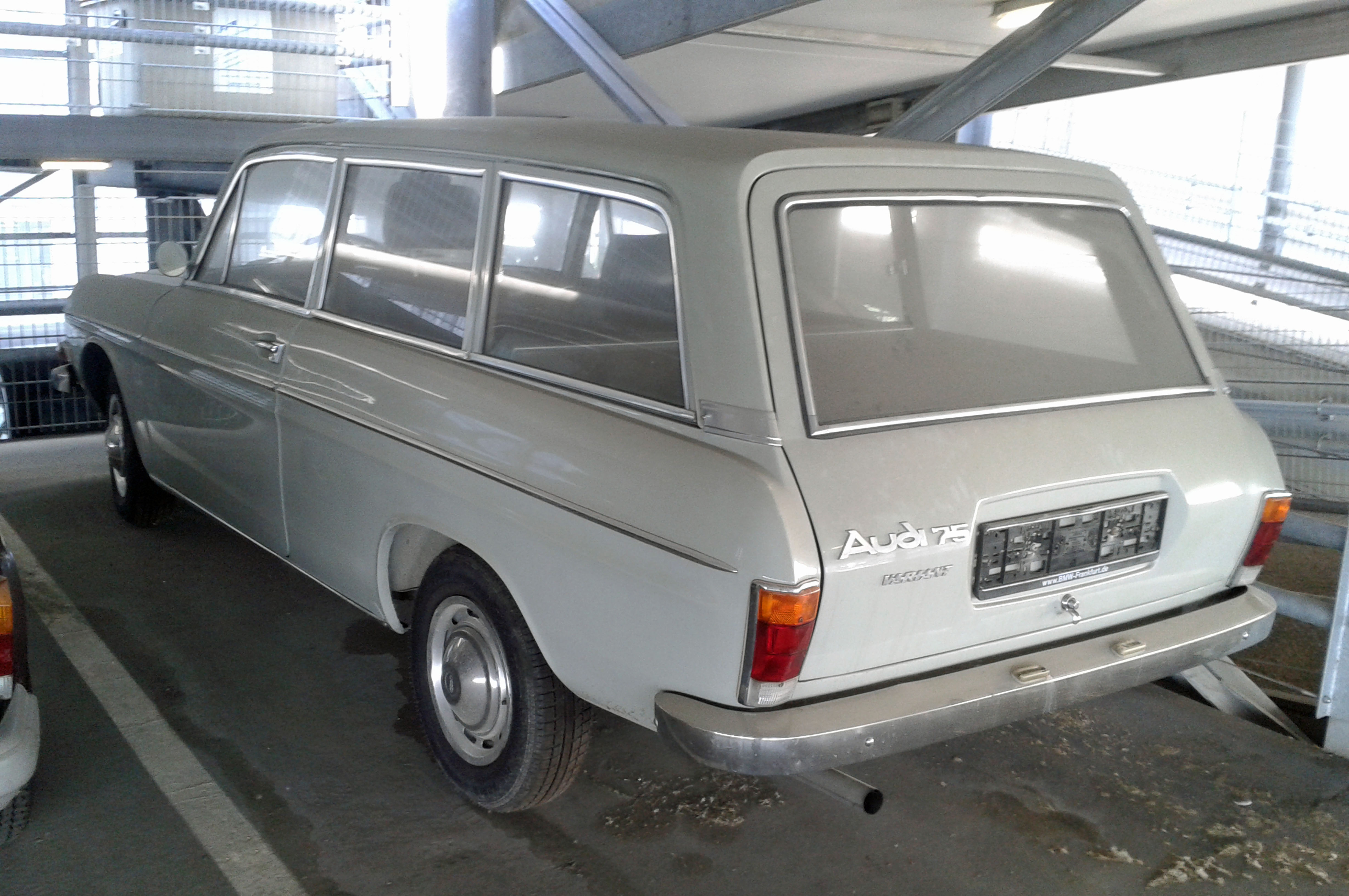
Audi 75 Variant (1968–1970)
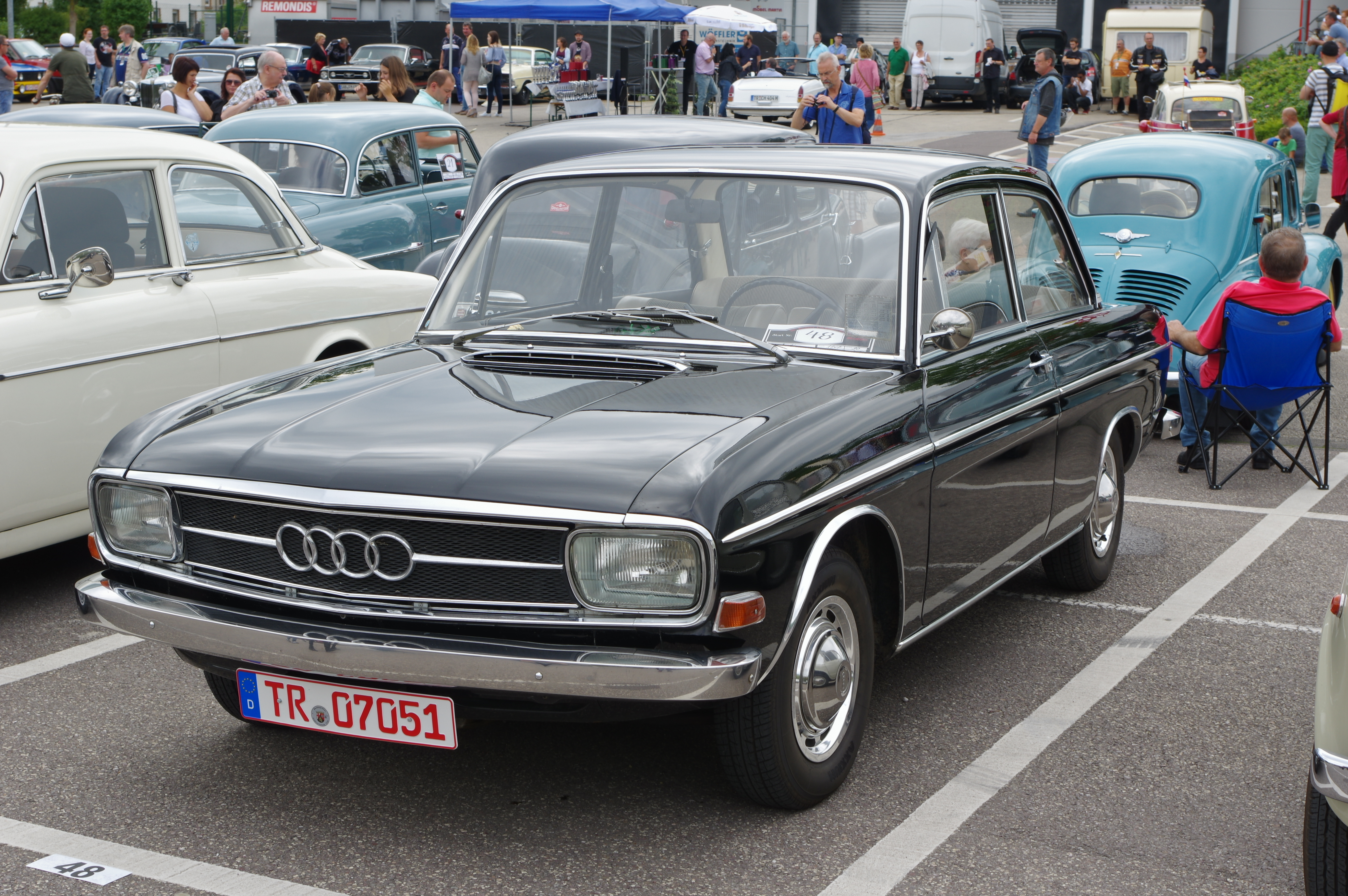
Audi Super 90 (1966–1969)

### Lifting
L'Audi F 103 n'a été que légèrement modifiée au cours de sa période de construction de sept ans. À l'été 1969, pour l'année modèle 1970, tous les modèles étaient équipés d'essuie-glaces placés les uns à côté des autres au lieu d'être superposés. À l'été 1970, le goulot de remplissage de carburant des berlines a été déplacé depuis l'arrière (sous le feu arrière droit) vers le panneau latéral arrière droit. Comme auparavant sur le Variant, il était maintenant recouvert d'un rabat. En supprimant le goulot de remplissage à l'arrière, il a été possible de modifier la forme des feux arrière, qui sont désormais plus hauts et plus étroits. De plus, tous les modèles ont reçu les poignées de porte de l'Audi 100. De face, les nouveaux modèles ne peuvent être reconnus que par le lettrage Audi modifié sur l'aile droite. À l'intérieur, il y avait des buses de ventilation latérales dans le tableau de bord, de nouvelles unités de commutation et un groupe d'instrumentations dans lequel les instruments étaient montés plus près les uns des autres, montés beaucoup plus haut, plus faciles à lire et plus modernes. Le nouveau tableau de bord avait toujours un film décoratif avec un motif en bois. Avant cela, le tableau de bord était en partie en tôle peinte.

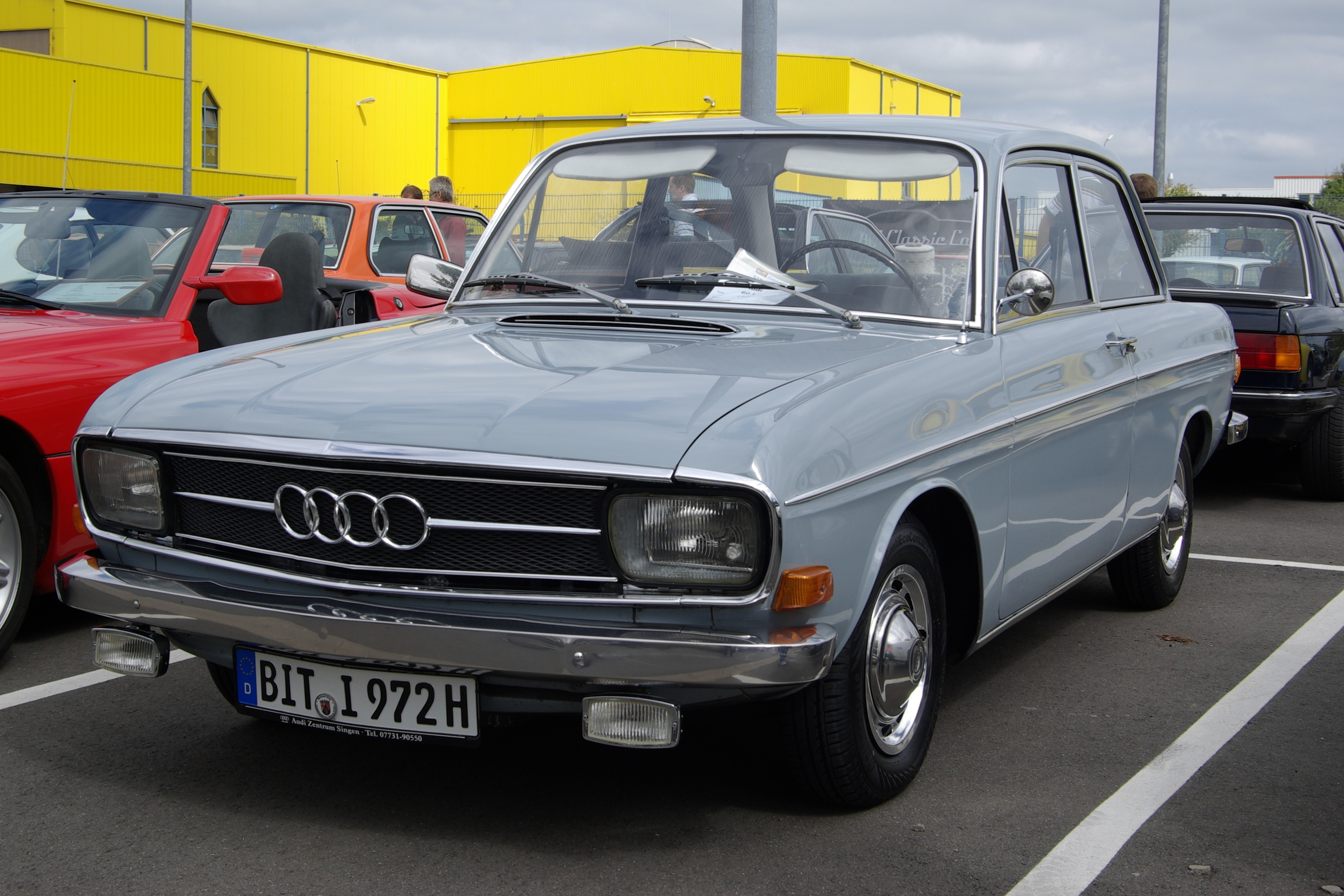
Audi 60 (1970–1972)
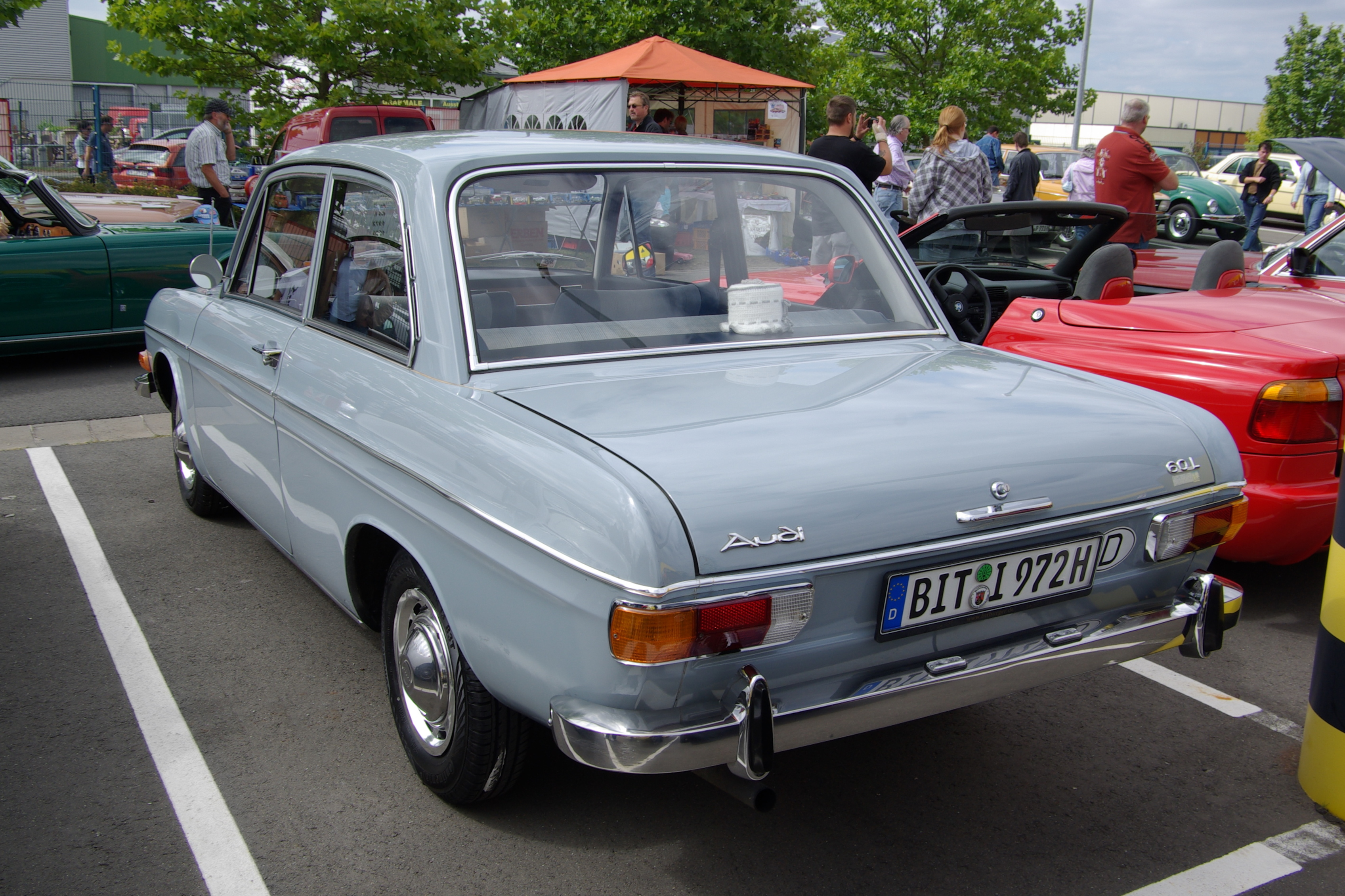
Vue arrière
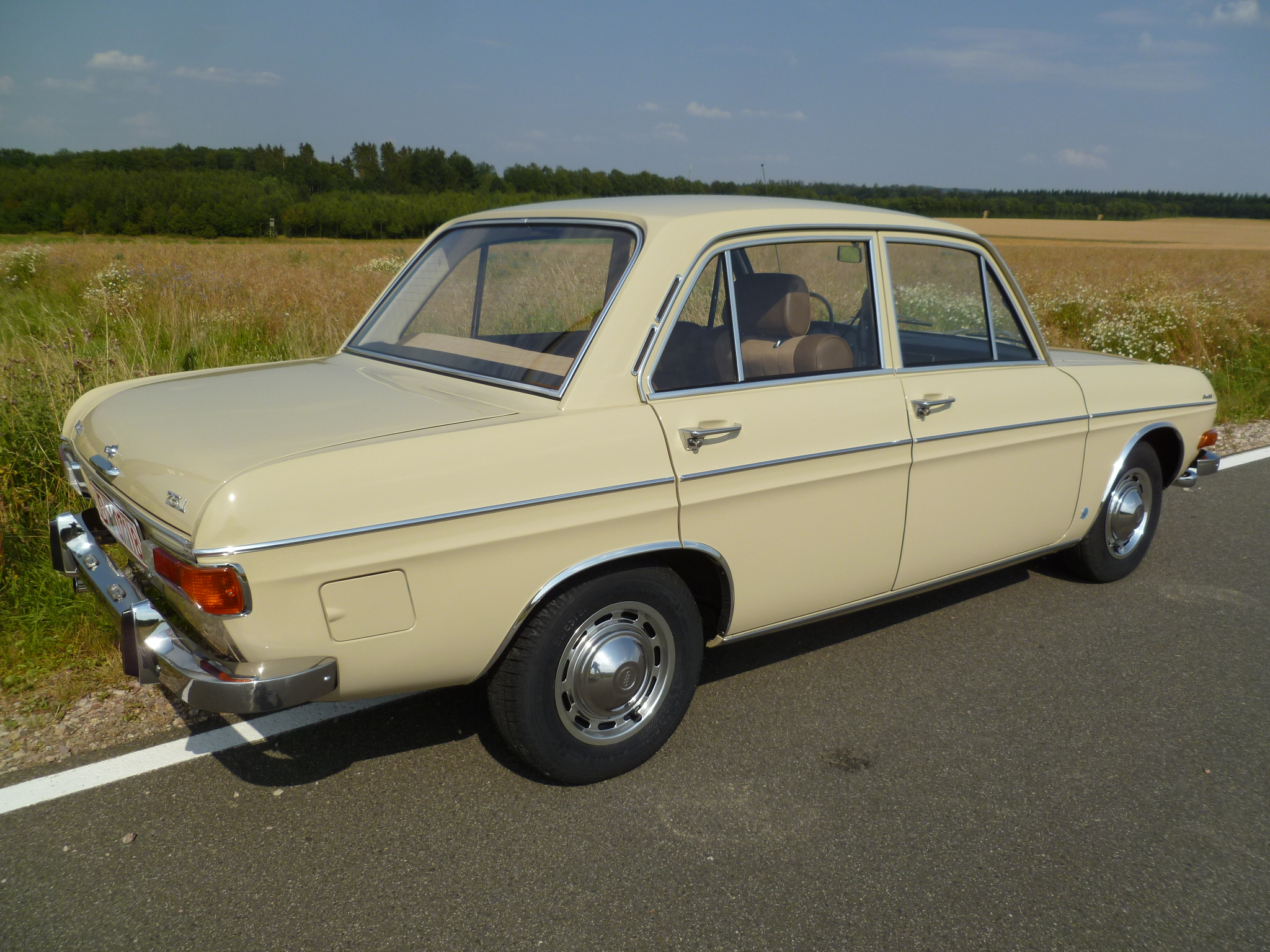
Vue latérale de la voiture quatre portes (1970–1972)
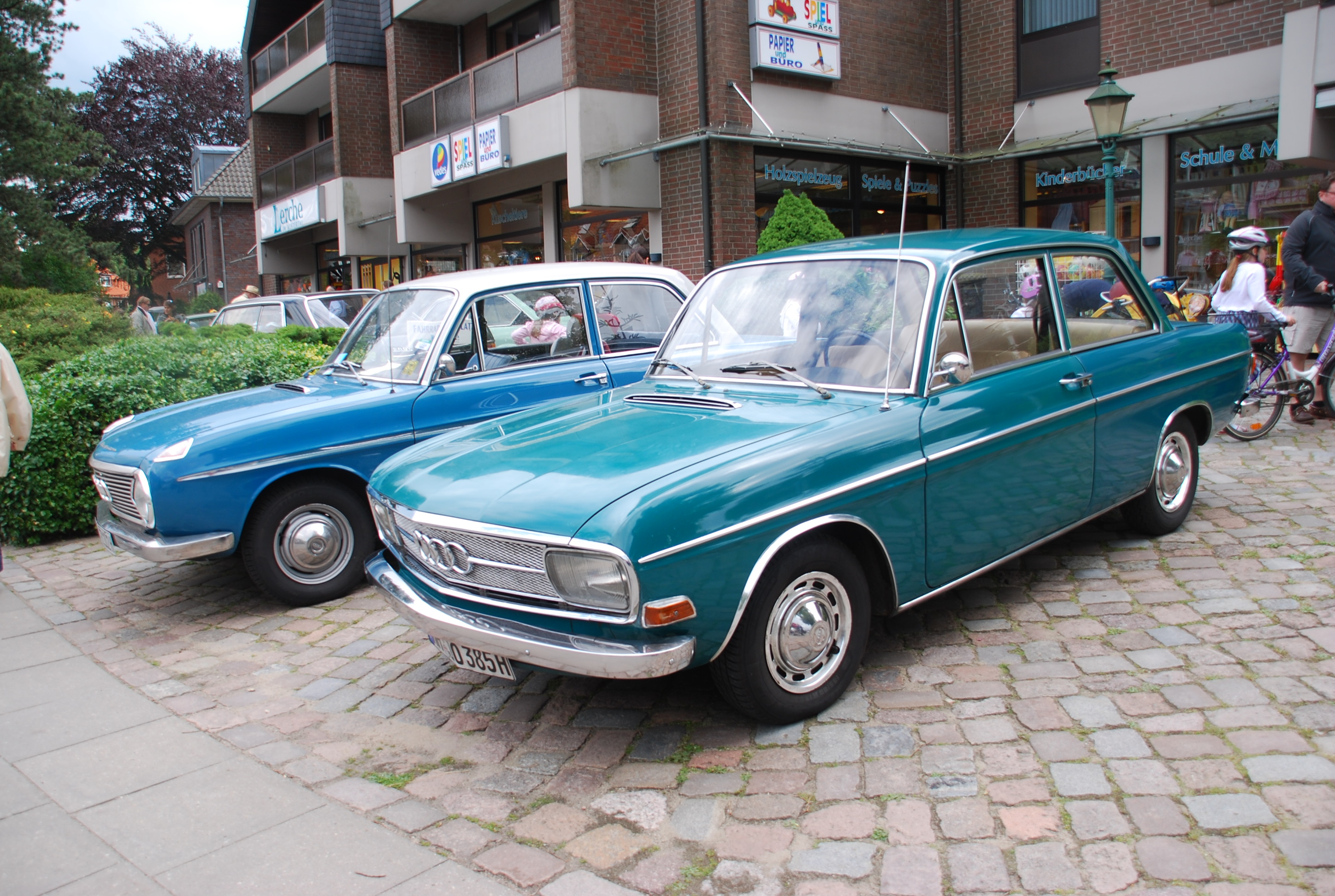
Audi 60 et sa prédécesseur, la DKW F 102 (À gauche)

### Moteurs / technologie
Les moteurs de la F103 étaient également appelés «moteurs Audi à moyenne pression». Ce terme a été choisi bien que le moteur ne développe pas une pression moyenne effective exceptionnelle dans aucune plage de vitesse. Le moteur 4 cylindres de 1.7L lancée en 1965 développe 72 ch, cette puissance donne donc son nom à la première version. La caractéristique technique du moteur était le taux de compression, qui était très élevé pour l'époque. Un fonctionnement du moteur sans cliquetis était possible malgré la compression élevée, car des chambres de combustion Heron et des conduits d'admission enroulés en hélice - similaires aux moteurs avec le processus MAN M - ont été mis en œuvre, ce qui assurait une forte turbulence dans le mélange. De cette façon, les résidus de gaz (provoquant le cliquetis du moteur) étaient efficacement évacués, tout en augmentant la vitesse de combustion. Cependant, la conception de l'orifice d'admission signifiait que le remplissage était étranglé à des vitesses plus élevées. Cela a abouti à une performance maximale plutôt modérée. La version originale du moteur avait un taux de compression de 11,7:1. Le taux de compression a ensuite été réduit afin d'obtenir une meilleure douceur, le moteur est devenu un peu plus robuste. Il fallait de l'essence super à indice d'octane 98 (aujourd'hui appelé Super Plus). Les versions conçues pour l'essence ordinaire étaient compressées à 9:1, ce qui était également une valeur inhabituellement élevée.
À l'origine, le développement du moteur a commencé chez Mercedes avec le code interne "Mexico". L'objectif était un moteur polycarburant pour un usage militaire, mais il ne sera pas utilisé en tant que tel pour Ludwig Kraus, qui l'a ensuite adapté pour la F 102 après être devenu directeur technique chez Auto Union le 8 octobre 1963. Les moteur à quatre temps d'Audi avaient un arbre à cames inférieur (latéral) entraîné par une chaîne à rouleaux duplex et des soupapes en tête actionnées par des pare-chocs et des culbuteurs. Le moteur a constitué la base du moteur de l'Audi 100 C1 ultérieur. Le moteur à moyenne pression était également la base du moteur de 2 litres utilisé dans les Audi 100 C2, Volkswagen LT, Porsche 924 et AMC Gremlin. Cette version avait une culasse avec un arbre à cames en tête qui était entraîné par une courroie crantée. Les cylindres ont été coulés ensemble (il n'y avait pas de canaux d'eau de refroidissement entre eux) afin de permettre un alésage de 86,5 mm pour l'espacement des cylindres donné.
Dans la première génération de la plus grande Audi 100 (1968-1977), le même moteur avec une cylindrée accrue a été utilisé dans les versions jusqu'à 115 ch. Avec la première Audi 80, le moteur EA827 avec arbre à cames en tête nouvellement conçu (EA = "Entwicklungsauftrag" (ordre de développement en français)) a été introduit en 1972, il a ensuite été également utilisé dans presque tous les nouveaux modèles à traction avant de Volkswagen.
Comme sa prédécesseur, la DKW F 102, l'Audi F103 - avec les NSU Ro 80, VW K70 et certaines voitures Citroën de l'époque - avait des freins à disque "internes" entre la boîte de vitesses et l'arbre de transmission. Il y avait, de série, une boîte de vitesses à quatre vitesses avec levier de vitesses au volant, à partir de 1969, un levier de vitesses au sol pouvait également être commandé pour un coût supplémentaire. Une transmission automatique n'était pas offerte dans cette gamme.
Les roues avant avaient une suspension indépendante sur des doubles triangles, à l'arrière il y avait un essieu à manivelle de torsion rigide, guidé le long des leviers de suspension et d'une barre Panhard, il y avit une barre de torsion avec amortisseurs télescopiques à l'avant et à l'arrière.

### Variantes du modèle
- Audi (72) : septembre 1965 - décembre 1968
  - Variant : mai 1966 - août 1966
- Audi 60 et Audi 60 Variant : février 1968 - juillet 1972
- Audi 75 et Audi 75 Variant : décembre 1968 - juillet 1972
- Audi 80 et Audi 80 Variant : septembre 1966 - décembre 1968
- Audi Super 90 : décembre 1966 - août 1971
  - Variant (Station Wagon aux États-Unis) : 1969 - 1971